# ビクトル・メサ
ビクトル・メサ・マルティネス（Víctor Mesa Martínez, 1960年2月20日 - ）は、キューバ・ビジャ・クララ州サグア・ラ・グランデ出身の元野球選手（外野手）、野球監督。
息子のビクトル・ビクトル・メサ、ビクトル・メサ・ジュニアは共にマイアミ・マーリンズ傘下に所属するプロ野球選手である。

## 経歴

### 現役時代
現役時代はキューバ代表として多くの大会に選出。1992年のバルセロナオリンピックでは金メダルを獲得している。
キューバ国内のリーグでは1752試合で打率.318、217本の本塁打を記録した。
国内リーグ引退後の1996年に日本の社会人野球チームのニコニコドーでプレー。第24回社会人野球日本選手権大会では首位打者、優秀選手に選ばれる。
シダックス硬式野球部に在籍した1999年にはチームを第26回社会人野球日本選手権大会において日本選手権初優勝に導き、打撃賞と最優秀指名打者にも選ばれている。

### 現役引退後
現役引退後は、2013年3月に開催された第3回WBCや、2015年11月開催された第1回WBSCプレミア12のキューバ代表監督を務めた。

## 人物
長男のビクトル・ビクトル・メサは以下の事件で世界中に報道されることになった。2014年2月17日の試合で、相手チームのフレディ・アルバレスがマタンサスの選手に決勝本塁打を打たれたあとに、ココドゥリロス・デ・マタンサスの打者に二打席連続死球を与えた。その後、マタンサスの控え選手デミス・バルデスがバットを持ってアルバレスに襲い掛かり、止めに入ったラモン・ルナールの顎にバットが当たるという事件があり、バルデスは1年間の出場停止処分を受けた。この事件は世界中に報道されたが、この時二番目にデッドボールを受けた選手がビクトル・ビクトル・メサだった。

## 詳細情報

### 代表歴
- 1981年IBAFインターコンチネンタルカップ キューバ代表
- 1982年中央アメリカ・カリブ海競技大会野球キューバ代表
- 1983年パンアメリカン競技大会野球キューバ代表
- 1983年IBAFインターコンチネンタルカップ キューバ代表
- 1984年IBAFワールドカップ キューバ代表
- 1986年中央アメリカ・カリブ海競技大会野球キューバ代表
- 1986年IBAFワールドカップ キューバ代表
- 1987年パンアメリカン競技大会野球キューバ代表
- 1987年IBAFインターコンチネンタルカップ キューバ代表
- 1988年IBAFワールドカップ キューバ代表
- 1989年IBAFインターコンチネンタルカップ キューバ代表
- 1990年グッドウィルゲームズ 野球キューバ代表
- 1990年IBAFワールドカップ キューバ代表
- 1990年中央アメリカ・カリブ海競技大会野球キューバ代表
- 1991年パンアメリカン競技大会野球キューバ代表
- 1992年バルセロナオリンピックの野球競技・キューバ代表
- 1993年中央アメリカ・カリブ海競技大会野球キューバ代表
- 1993年IBAFインターコンチネンタルカップ キューバ代表
- 1994年IBAFワールドカップ キューバ代表
- 1995年パンアメリカン競技大会野球キューバ代表
- 1995年IBAFインターコンチネンタルカップ キューバ代表

### 監督歴
- 2013 ワールド・ベースボール・クラシック・キューバ代表
- 2015 WBSCプレミア12 キューバ代表